# Janusz Wojciechowski
Janusz Czesław Wojciechowski (Rawa Mazowiecka, 6 dicembre 1954) è un politico e giurista polacco.

## Biografia
Eurodeputato per tre legislature consecutive, dal 2016 è membro della Corte dei conti europea.
È stato il commissario per l'agricoltura della commissione von der Leyen I.